# 納奇巴赫河 (普夫賴姆德河支流)
49°36′58″N 12°33′02″E / 49.61624°N 12.55062°E

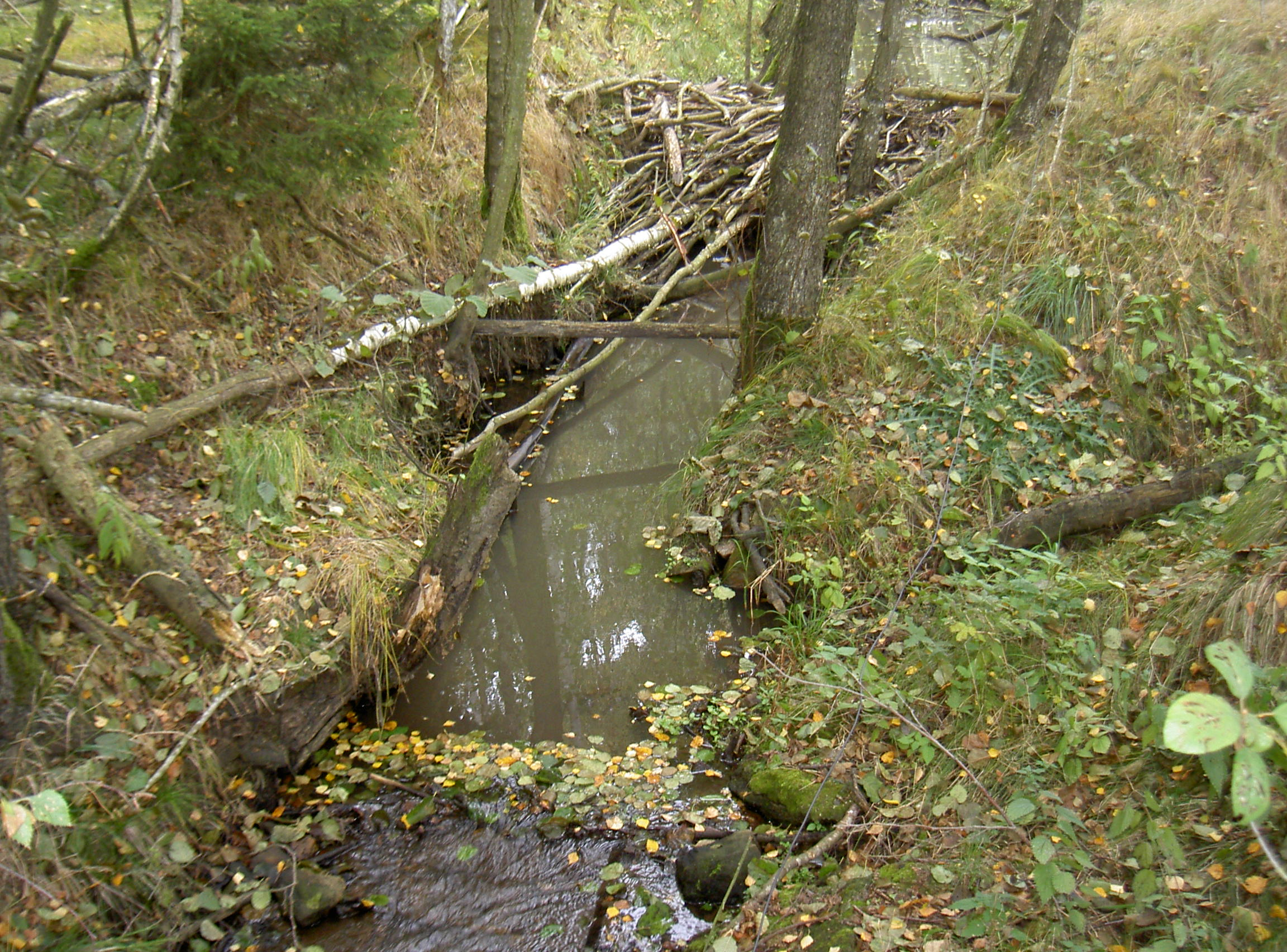

納奇巴赫河是德國的河流，位於該國東南部，由巴伐利亞負責管轄，屬於普夫賴姆德河的左支流，河道全長8.7公里，流域面積59.5平方公里。